# 라세 슈스
라세 슈스(노르웨이어: Lasse Kjus, 1971년 1월 14일~)는 노르웨이의 알파인 스키 선수이다. 올림픽에 5회 참가하였고 1994년 동계 올림픽에서 획득한 복합 종목 금메달 1개를 포함하여 올림픽 메달 5개를 획득했다. 또한 세계 선수권 대회에서 금메달 3개, 동메달 8개를 획득한 세계적인 선수로 활약했으며, 특히 1999년 세계 선수권 대회에서 전 종목 메달 획득이라는 업적을 세웠다. 알파인 스키 월드컵에서도 금메달 18개, 은메달 24개, 동메달 18개를 획득하면서 종합 우승 2회를 달성했다.